# Nanhermanniidae
Nanhermanniidae zijn  een familie van mijten. Bij de familie zijn 8 geslachten met circa 65 soorten ingedeeld.